# Quận Bắc (Israel)
Quận Bắc (tiếng Hebrew: מחוז הצפון, Mehoz Hatzafon; tiếng Ả Rập: منطقة الشمال, Minţaqah ash-Shamal) là một trong sáu quận hành chính của Israel. Quận Bắc có diện tích 4.478 km², nếu tính cả phần nước là 4.638 km². Thủ phủ và thành phố lớn nhất tại quận Bắc là Nazareth.
Phía bắc giáp các tỉnh Nabatieh và Nam của Liban, phía nam giáp khu vực Judea và Samaria và quận Haifa, phía đông giáp tỉnh Quneitra của Syria và tỉnh Irbid của Jordan, phía tây giáp Địa Trung Hải.
Cao nguyên Golan là một bộ phận trực thuộc quận Bắc của Israel kể từ khi Luật cao nguyên Golan được thông qua vào năm 1981, song việc hợp nhất trên thực tế này không được quốc tế công nhận, và Nghị quyết không ép buộc số 497 của Hội đồng Bảo an Liên Hợp Quốc đã tuyên bố việc hợp nhất là không hợp pháp. Nếu không tính cao nguyên Golan, với 1.154 km², tổng diện tích của quận Bắc là 3.324 km² (3.484 km² nếu bao gồm cả mặt nước).

## Nhân khẩu
Theo Dữ liệu của Cục Điều tra Trung ương Israel:
- Tổng dân số: 1.216.800 (2007)
- Thành phần dân tộc:
  - Người Ả Rập: 622.400 (53%)
  - Người Do Thái: 523.400 (43,5%)
  - Khác: 39.600 (3,5%)
- Thành phần tôn giáo:
  - Người Do Thái: 523.400 (43,5%)
  - Người Hồi giáo: 443.800 (38%)
  - Druze: 93.000 (7,9%)
  - Ki-tô hữu: 87.500 (7,3%)
  - Không phân loại: 35.400 (3,3%)
- Mật độ: 261/km²

## Khu vực hành chính

### Phó quận
- Safed
- Kineret
- Jezreel
- Acre
- Golan

### Khu tự quản
| Thành phố | Hội đồng địa phương | Hội đồng khu vực |
| --- | --- | --- |
| - Afula - Acre - Bet She'an - Karmiel - Kiryat Shmona - Ma'alot-Tarshiha - Migdal HaEmek - Nahariyya - Nazareth - Nazareth Illit - Safed - Sakhnin - Shefa-'Amr - Tamra - Tiberias - Yokneam | - Abu Sinan - Arraba - Basmat Tab'un - Beit Jann - Bi'ina - Bir al-Maksur - Bu'eine Nujeidat - Buq'ata - Daburiyya - Deir al-Asad - Deir Hanna - Eilabun - Ein Qiniyye - Ein Mahil - Fassuta - Ghajar - Hurfeish - Hazor HaGelilit - I'billin - Iksal - Ilut - Jadeidi-Makr - Jish (cũng gọi là: Gush Halav) - Julis - Ka'abiyye-Tabbash-Hajajre - Kabul - Kafr Kanna - Kafr Manda - Kafr Yasif - Kaukab Abu al-Hija - Katzrin - Kfar Vradim - Kfar Kama - Kfar Tavor - Kisra-Sumei - Maghar - Majd al-Krum - Majdal Shams - Mas'ada - Mashhad - Mazra'a - Metula - Mevo Hama - Migdal - Mi'ilya - Nahf - Peki'in - Rameh - Reineh - Ramat Yishai - Rosh Pinna - Sajur - Sha'ab - Shlomi - Shibli-Umm al-Ghanam - Tuba-Zangariyye - Tur'an - Yafa an-Naseriyye - Yanuh-Jat - Yavne'el - Yesod HaMa'ala - Yirka - Zarzir | - al-Batuf - Thung lũng Beit She'an - Bustan al-Marj - Emek HaYarden - Golan - Gilboa - Thung lũng Jezreel - Hạ Galilee - Ma'ale Yosef - Matte Asher - Megiddo - Merom HaGalil - Mevo'ot HaHermon - Misgav - Thượng Galilee |